# Fons Leroy
Fons Leroy (Hasselt, 23 juni 1954) is een voormalig Belgisch topambtenaar. 

## Levensloop
Leroy groeide op in een arbeidersgezin met vier kinderen. Zijn vader was elektricien in de steenkoolmijn van Zolder en zijn moeder huisvrouw. Hij studeerde aan de Katholieke Universiteit Leuven, alwaar hij afstudeerde als licentiaat in de rechten en de criminologie met een bijzonder licentie in bestuurskunde en overheidsmanagement.
Gedurende een 15-tal jaar was hij kabinetsmedewerker, adjunct-kabinetschef en kabinetschef op verschillende ministeriële kabinetten van socialistische signatuur. Gedurende die periode tekende hij mee aan het Vlaamse werkgelegenheidsbeleid om nadien in 2005 aan het hoofd te komen van de Vlaamse Dienst voor Arbeidsbemiddeling en Beroepsopleiding (VDAB). Een functie die hij uitoefende tot juli 2019. Hij werd in deze hoedanigheid opgevolgd door Wim Adriaens.
Sinds 2016 is hij tevens voorzitter van het Europees Netwerk van Publieke Arbeidsbemiddelingsdiensten.
Daarnaast is hij docent, gastspreker en auteur van verschillende werken die handelden over o.m. de sociale zekerheid, arbeidsrecht en werkloosheid. Als fervent wielerliefhebber lag hij in 1994 mede aan de basis van de oprichting van de wielerploeg Vlaanderen 2002, deze ploeg groepeerde jong talent met sponsoring van de Vlaamse Regering.

## Erkentelijkheid
Fons Leroy werd in 2009 uitgeroepen tot overheidsmanager van het jaar. In 2010 kreeg hij de alumni-prijs van het Vlaams Rechtsgenootschap van de Katholieke Universiteit Leuven voor zijn streven naar een meer diversiteitsgericht arbeidsmarktbeleid.